# Juovvajaure
Juovvajaure är en sjö i Kiruna kommun i Lappland och ingår i Torneälvens huvudavrinningsområde. Sjön har en area på 0,319 kvadratkilometer och ligger 521 meter över havet. Juovvajaure ligger i Rautas fjällurskog Natura 2000-område. Sjön avvattnas av vattendraget Njuotjanjåkka.

## Delavrinningsområde
Juovvajaure ingår i det delavrinningsområde (756318-166277) som SMHI kallar för Inloppet i Njållonjaure. Medelhöjden är 628 meter över havet och ytan är 20,99 kvadratkilometer. Det finns inga avrinningsområden uppströms utan avrinningsområdet är högsta punkten. Njuotjanjåkka som avvattnar avrinningsområdet har biflödesordning 3, vilket innebär att vattnet flödar genom totalt 3 vattendrag innan det når havet efter 438 kilometer. Avrinningsområdet består mestadels av skog (52 procent) och kalfjäll (42 procent). Avrinningsområdet har 0,32 kvadratkilometer vattenytor vilket ger det en sjöprocent på 1,5 procent.